# Rejon rozdolnieński
Rejon rozdolnieński – jednostka administracyjna wchodząca w skład Republiki Autonomicznej Krymu na Ukrainie.
Rejon utworzony w 1923. Ma powierzchnię 1231 km² i liczy około 37 tysięcy mieszkańców. Siedzibą władz rejonu jest Rozdolne.
Na terenie rejonu znajdują się 2 osiedlowe rady i 10 silskich rad, obejmujących w sumie 39 miejscowości.